# Phoebe Jane Babcock Wait
Phoebe Jane Babcock Wait (30 septembre 1838, Westerly - janvier 1904) est une enseignante et femme médecin américaine.

## Biographie
Originaire du Rhode Island, Phoebe Jane Babcock grandit dans une famille de huit filles et trois garçons. Après avoir passé son enfance à l'école du district, elle enseigne pendant deux années avant d'intégrer l'Université Alfred de New York dont elle ressort diplômée d'un Bachelor of Arts. En 1863, elle épouse William B. Wait, le surintendant de l'Institut pour aveugles de New York. Elle est la mère de sept enfants dont quatre filles décédées jeunes. Phoebe Jane Babcock Wait meurt en janvier 1904. Elle est inhumée au premier cimetière de Hopkinton dans le Rhode Island.

## Carrière professionnelle
Phoebe Jane Babcock Wait s'installe avec son mari à l'Institut pour aveugles de New York, où elle démarre une nouvelle carrière dans l'enseignement jusqu'à l'été 1863. En 1868, convaincue de la nécessité d'une éducation plus large et plus accessible pour les femmes, elle entre au New York Medical College and Hospital for Women, fondé par Clemence Sophia Harned Lozier. En 1869, l'Université Alfred lui confère un master, reconnaissant l'ensemble de son travail. En 1871, elle obtient un doctorat en médecine.
Membre de la National and county medical societies, elle est l'auteure d'essais sur des pratiques novatrices en lien avec le progrès médical. En 1879, elle est diplômée du New York Ophthalmic Hospital and College. 
En 1880, Phoebe Jane Babcock Wait entre à la chaire obstétrique du New York Medical College et Hospital for Women, domaine médical dans lequel elle se spécialise jusqu'à la fin de sa carrière. En 1883, elle accepte le poste de présidente de l'hôpital qu'elle occupera sans interruption pendant de nombreuses années. À la mort de Clemence Sophia Harned Lozier, elle est nommée par la faculté au bureau vacant. Parallèlement à ses activités pour le New York Medical College and Hospital for Women, le Docteure Babcock Wait est membre du personnel de consultation du Brooklyn Woman's Homeopathic Hospital. 
En 1889, elle démissionne de l'ensemble de ses responsabilités au sein du New York Medical College et Hospital for Women. 

## Engagements
Pendant dix ans, Phoebe Jane Babcock Wait préside la Dorcas Society de son église locale, avec pour mission de fournir des vêtements aux pauvres. Elle est également l'une des responsables de la maison baptiste pour les personnes âgées. Membre influente d'un certain nombre d'organisations liées à la condition des femmes et à la santé, elle se montre très active au sein de la Society for Promoting the Welfare of the Insane, dont elle est la secrétaire.
Parmi ses autres engagements, elle est adhérente de la New York County Homeopathic Medical Society, de l'American Institute of Homoepathy, de la Woman's Christian Temperance Union ou encore du club Sorosis.